# 文德站 (平安南道)
文德站（朝鲜语：／ Mundŏk yŏk */?）是朝鮮民主主義人民共和國平安南道文德郡的一個鐵路車站，属于平义线和安州煤矿线。

## 邻近车站
平义线
肅川站 - 文德站 - 大桥站
安州煤矿线
文德站 - 圣法站